# L85
L85は、イギリスで開発されたアサルトライフルである。イギリス軍が採用するSA80ファミリーのうちの1つである。

## 概要

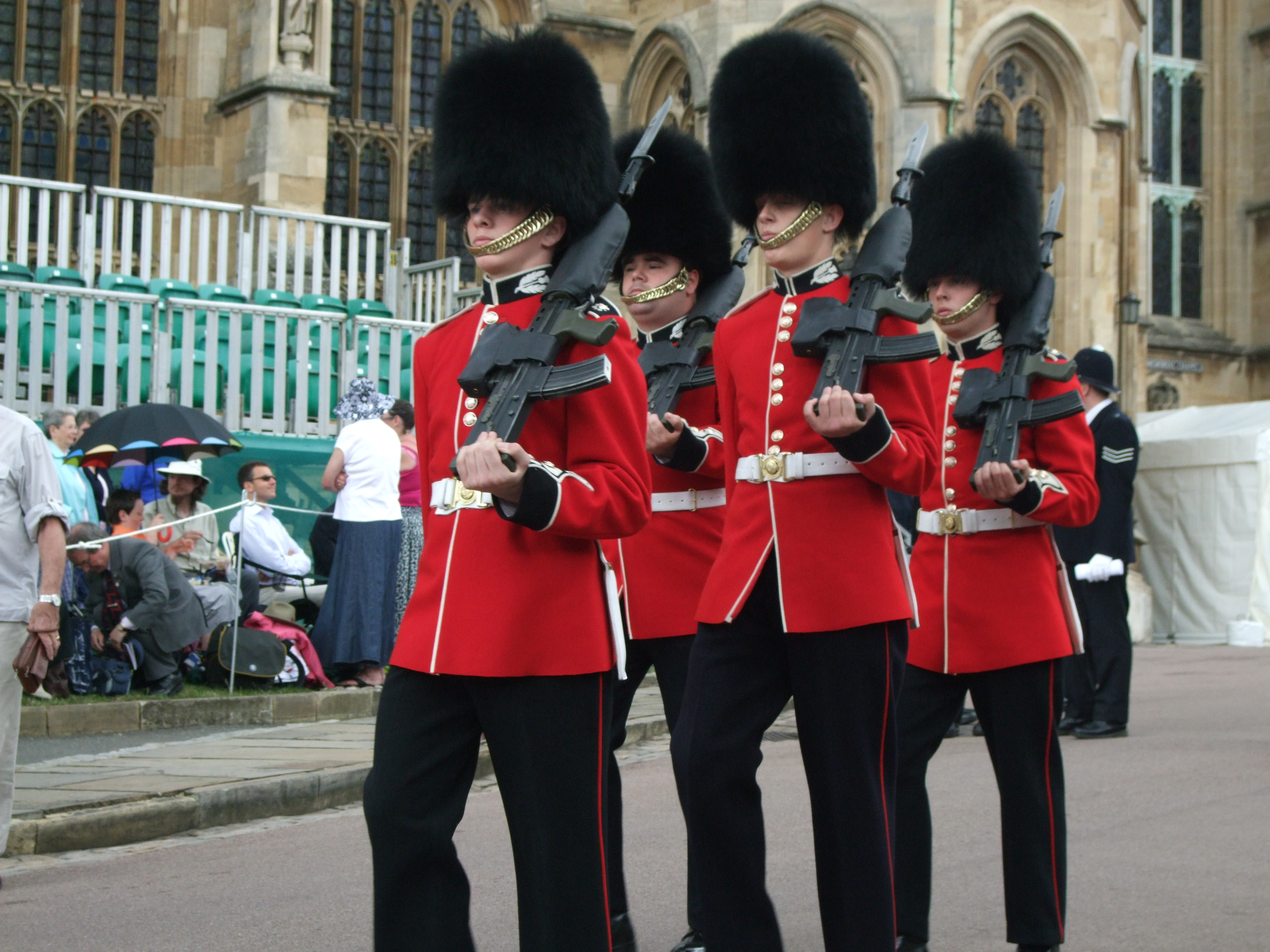
銃剣と布製の覆いを装着したL85を持つイギリス近衛兵

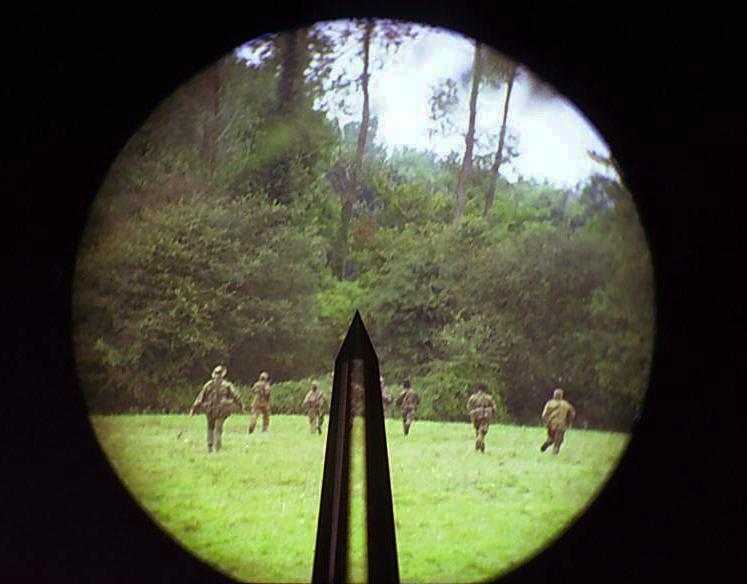
SUSAT光学照準器の視界
現在はACOGに交換されつつある

1985年、XL70（XL64の改良型）をベースに、L1A1およびL2A3と更新する形で採用された。当初は5.56mm弾を参考に開発した独自規格の4.85x44mmまたは4.85x49mm弾を使用する予定だったが、結局は5.56x45mm NATO弾を採用した。ブルパップ方式を採用し、発射機構は銃の最後部に収められ、全体のコンパクト化を図っている。また、本体はスチールプレス加工、ハンドガードやグリップ部分はプラスチックを使用し、優れた生産性・耐久性を持ちながら生産当時としては低コスト化に成功している。
特筆すべき構造上の特徴として、後に自動小銃のスタンダードとなるフリーフローティング・バレルをいち早く採用しており、ステアーAUGやFAMASなどのブルパップライフルも含めた当時の自動小銃の中では非常に高い精度を有する点が挙げられる。
メカニズムはAR-18をベースとしており、STANAG マガジンを使用できる。また、命中精度を高めるために取り外し可能なSUSAT光学照準器を備えている。SUSATの上面には光学照準器が破損した場合に備えて、非常用の照星と照門が設けられている。SUSATを使用しない場合は後付けのフロントサイトと、固定式リアサイトを搭載した着脱式キャリングハンドルを装着する。コッキングレバーと排莢口は右側面に設けられており、銃を左肩に構えて射撃することは考慮されていない。排莢口の後方には開口部を保護するための手動防塵カバーがあり、手で閉じられたカバーはボルトとコッキングレバーが後退すると再び開く。クロスボルト式の安全ボタンは引き金の上方に、セミオート・フルオート切換レバーはレシーバー左側面にあり、それぞれ別個に操作する必要がある。
専用のナイフ型銃剣はグリップが中空構造になっていて、銃身先端のフラッシュサプレッサーへかぶせるように装着する。この銃剣は後述の軽機関銃タイプやカービンタイプには装着できない。銃剣用の鞘には栓抜きと収納式ノコギリが装備され、銃剣と鞘を組み合わせるとワイヤーカッターとしても利用できる。
配備された部隊では、バッキンガムでの衛兵任務の際も使用し、伝統的な衣装に近代的なL85小銃を抱えた姿で警衛にあたっている。

## 歴史

### 開発
イギリスは、第二次世界大戦終結までに国産自動小銃を配備しなかった数少ない大国の1つであり、1950年に勃発した朝鮮戦争でも従来型の大口径フルサイズ弾である.303ブリティッシュ弾を用いるリー・エンフィールドNo.4小銃が標準的に配備されていた。一方で、イギリス陸軍では1945年末頃からブルパップ式小銃の開発に着手しており、また軍需省主導で設置された委員会での試験と検討を経て、新型銃用小銃弾の理想的な口径は.250から.270程度とされた。1947年3月、委員会は複数設計された試作小銃弾のうち、.270弾 (6.8x46mm) と.280弾 (7x43mm)の開発継続を決定した。.280口径弾は委員会が定めたものより大口径だが、これは長射程と単発あたりの安定した威力を求めるアメリカを意識したものである。その後、サイズを.30-06弾に近づけた.280/30弾が設計された。1951年、.280弾を用いる自動小銃としてNo.9小銃 (EM-2) の採用が決定した。しかし、最終的には、.30-06弾とほぼ同スペックのアメリカ製7.62x51mm弾がNATO標準弾として採用されたため、独自弾薬を使用するNo.9小銃は同年中に採用が撤回され、1957年にはFAL小銃を国産化したL1A1小銃 (SLR) が改めて採用された。
1960年代後半、イギリスでSLRの更新が検討され始めた。7.62x51mm弾はイギリスが理想としたものに比べて強力すぎ、フルオート連射時の反動の大きさから自動小銃に適した小銃弾ではないと考えられていた。第二次世界大戦や朝鮮戦争での戦訓を検討した結果、新型小銃弾の最大射程は400 m程度が最適とされた。1970年、エンフィールド造兵廠に対し、陸軍火器総監は1971年末までに以下の事項について研究を完了するよう命じた。
- 次期火器が何を対象物として射撃を行うかを明確にすると共に、対象物の撃破を判断するための基準を定めること。
- 適切な口径を定めるため、400 - 600 mの範囲における4 mmから7.62 mmの各種銃弾の有効性を比較すること。
- 現在配備中のものより軽量かつ使いやすいという要件のもと、火器の各種構成について検討を行うこと。
- 面制圧力（小銃擲弾など）を組み込む可能性を検討すること。
- 小火器の開発・調達に関する世界的な情勢を調査すること。

これらの研究を踏まえ、1972年に作成された文書General Staff Target (GST) 3815,において、新型火器の設計プロジェクトについて以下のガイドラインが示された。
- 火器の口径は4.85 mmとし、またIW用としてはやや強力な程度の銃弾を用いるため、LSWは可能な限り軽量に保つ。
- 火器は可能な限り軽量とし、ブルパップ型、利き手に関わらず使用できるようにする。
- 光学照準器を備える。SUIT型照準器より優れたものであることが望ましい。
- 将来的な夜間照準器取り付けの余地を残す。
- 面制圧能力付与の可能性に関する研究を継続する。
- 堅実な設計を行う。

1976年6月14日、NATOにおける新たな標準小銃弾の検討が始まる1年前、新型小銃弾4.85x49mm弾を用いる新型火器のシステムが発表された。この時に公開されたプロトタイプの評判は良好だったため、国防省では同システムが問題なく採用され、また4.85x49mm弾がNATO標準弾に採用されることを期待した。しかし、当時すでにアメリカや一部の同盟国が採用していた5.56x45mm（M193弾）が有力な候補とされ、これを元にベルギーで設計されたSS109弾が新たなNATO標準弾として採用されることとなった。
この時点で、イギリスの新型火器システムはXL64およびXL65小銃という仮名称が与えられていたものの、開発初期段階のため、依然として様々な不良が残されていた。新たな標準弾の採用を受け、5.56 mm仕様への再設計および基本設計の改善が同時に進められることとなった。このため、開発コストは増し、配備開始日時 (In-Service Date) は延期された。5.56mm仕様のプロトタイプは3種類試作されたものの、いずれも試験結果は振るわなかった。1981年に開始された兵器委員会 (Ordnance Board) による審査では実戦を想定した各環境での試験が行われたが、寒冷地試験などの環境再現が不十分だったこともあり、潜在的な欠陥の洗い出しに失敗していた。1981年から1984年にかけて実施された歩兵試験評価隊 (Infantry Trial and Development Unit, ITDU) での試験も不十分なものだった。それにも関わらず、1982年にジョン・ノット国防相が、エンフィールド造兵廠のごく近い将来における民営化の予定を発表したことも影響し、エンフィールド造兵廠とITDUは新型火器について共に肯定的な最終報告を提出した。1984年1月に行われた制式採用に向けての検討会議でも試験は徹底されず、最終的にはいくつかの問題点を認めつつ、最新モデルでは既に改良が加えられているとして、さらに何点かの改良を加えるならば、IWおよびLSWは実戦運用に差し支えはないと判断された。1984年9月13日、十分な改良が行われたとして制式採用に向けての合意が結ばれた。

### 運用
1985年6月、限定的な配備に向けてエンフィールド造兵廠が175,000丁分の生産契約を結び、10月2日に行われたウスターシャー・アンド・シャーウッド・フォレスターズ連隊第1大隊による式典で初めて公的に使用された。しかし、間もなくして非常に多くの問題点が指摘されることとなった。完全に右利き用に設計されている点や、重量がL1A1とほとんど変わらない点、重量バランスの悪さや引き金の硬さなどから射撃精度が悪い点、射撃速度が非常に低い点などに代表される使用時の性能上の問題のほか、銃を落とした時に暴発を起こす危険性が報告されていたほか、部品の破損や脱落も相次いだ。調達コストも光学照準器の採用などによって当初の想定より膨らんでいた。それにもかかわらず、1987年10月には全軍への本格的な配備が決定された。
初めての実戦投入は、1991年に実施されたグランビー作戦（湾岸戦争への派兵）においてであった。主戦場となった砂漠地帯では砂の侵入による動作不良が多発し、少なくとも信頼性は保証されているとしてL1A1やブレンガン、スターリング短機関銃などの旧式火器を敢えて調達する部隊も多かったという。地上装備評価隊 (Land Systems Evaluation Team, LANDSET) が作成した報告書ではL85について、弾倉1つを撃ち切る前に停止する、一部の小隊長から戦闘中の動作不良を原因とする死傷者が出たと報告された、などと酷評されていた。1992年8月にはこのLANDSET報告書のコピーが報道機関へと流出した。
1990年代中頃までに多数の小改修が加えられたものの、依然として欠陥は残されており、1997年にはIWとLSWの両方がNATO指定兵器リストから削除された。その後、防衛調達庁の指示を受けたヘッケラー&コッホ社 (H&K) による改良に向けた調査・研究が1995年から1997年にかけて行われた（後述）。1998年には改良候補点が報告され、同年中頃には各環境における運用試験のため200丁分の改修契約が結ばれた。試験は1999年1月から7月頃まで行われ、12月には国防省へ最終報告が行われた。その後、20万丁分の改修契約が結ばれた。なお、国防省ではL85をアメリカ製のM16で更新する案も検討されたと言われている。2001年10月18日、改修されたA2モデルが正式に発表された。A2モデルの採用後、L85の名はNATO指定兵器リストに再掲載された
2002年3月、第3コマンド旅団に対してA2モデルの最初の配備が行われた。元々は月あたり3,000丁の調達が予定されていたが、ヘリック作戦（アフガニスタン派兵）の影響でより急速な配備が求められることとなった。A2についても動作不良の報告があったが、国防省では清掃手順の周知不徹底が原因であると判断した。
しかし、イギリス軍内部にはL85には未だ解決していない問題が数多くある、とする意見が多数存在した。そこでイギリス軍は、新たに270万ポンド（約3億6千万円）を投じ5000挺のL85A2を改修する契約を再びH&K社と結んだ。そして、2017年9月にL85A3は一般公開され順次イギリス軍に納入される予定である。

## 欠陥について
1985年の配備開始直後から、L85について多数の欠陥が指摘された。
- コッキングレバーが右側にあり、両利き用が望ましいとする目標は達成されなかった。
- SUSAT照準器を取り付け銃弾を装填したL85は、L1A1と比較しても80 gほど軽いのみで、重量はほとんど変わらなかった。
- ブルパップ方式レイアウトに加え、SUSAT照準器の位置、軽量な樹脂製フォアグリップなどの要因から、重心が後方に寄りすぎており、フルオート射撃時の反動が非常に大きかった。
- 照準時のアイポイントが高く、遮蔽物からの射撃時にも大きく身体を晒す必要があった。
- 引き金が固く、射撃精度に悪影響を与えた。
- 左側面に設けられたセレクターレバーおよびマガジンリリースは右手で握るピストルグリップから離れた位置にあり、操作するにはフォアグリップを支えるべき左手を使う必要があるため、その間には射撃姿勢を保つことができなかった。また、マガジンリリースは銃を胸の前に構えた時、誤って押されることもあった。
- スリングは射撃時に役に立たなかった。
- LSWのショルダーバットストラップ（床尾上板）は位置が高く、役に立たなかった。
- LSWには交換可能な銃身や弾帯給弾などのオプションがないため、支援能力が限られていた。

暴発の危険性や発射速度の低下なども指摘されていたほか、1978年時点で320ポンドと想定されていた調達費用は、1983年4月時点で523ポンド（SUSAT照準器込みで799ポンド）まで膨らんでいた。それ以外にも多数の欠陥や部品破損の報告があったものの、兵器委員会では十分優れた火器であるとの報告がまとめられていた。

### 動作不良の原因

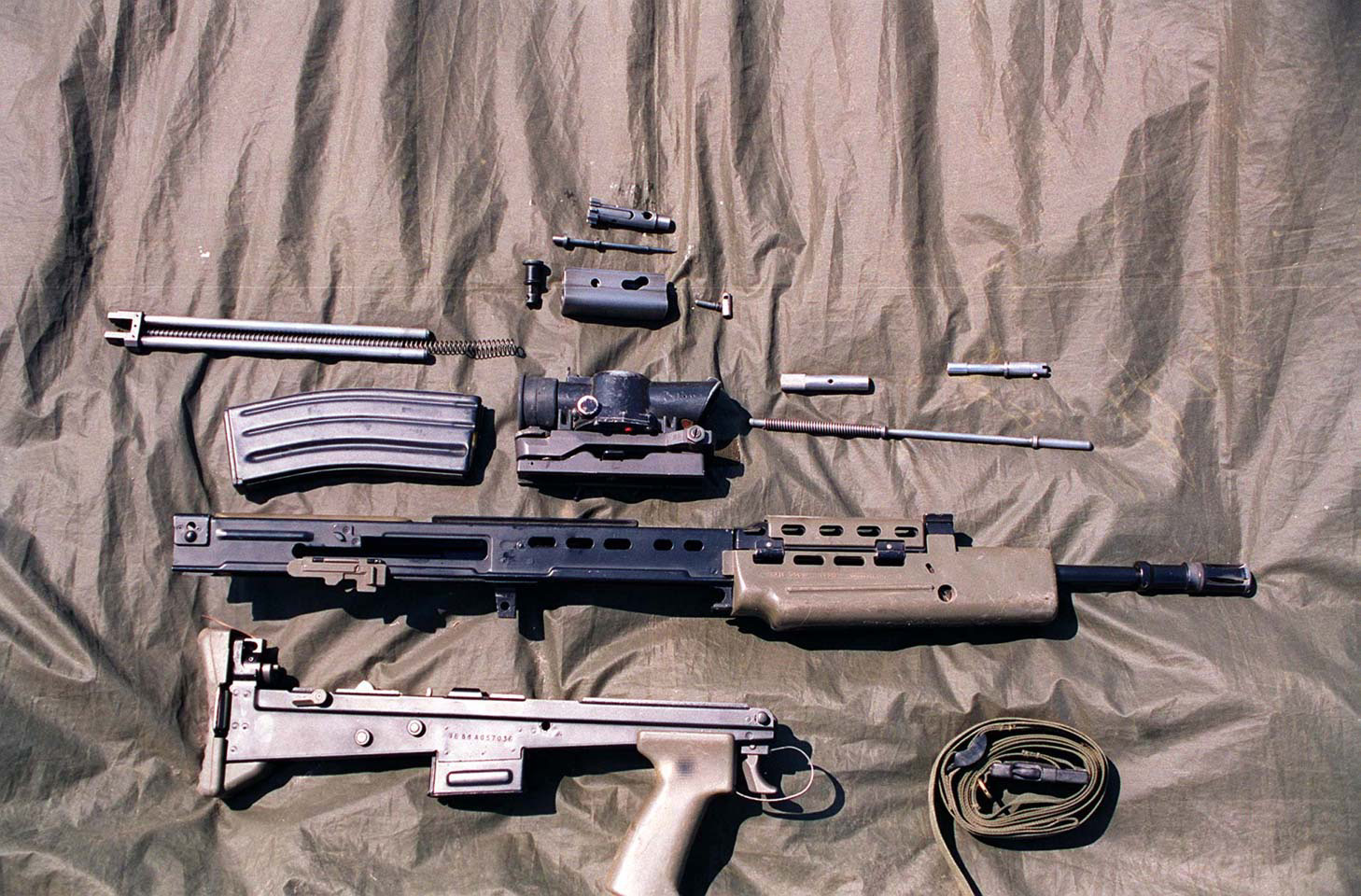
野戦分解状態のL85

SA80がジャムを起こさせる原因は多い。SA80のボルトにはコッキングレバーが直接取り付けられており、これが発射の際に激しく前後運動する事になる。そして、SA80のレバーは同じような構造のAK-47と違って配置も悪く、排出された薬莢がこのコッキングレバーに当たってしまう。その結果、排莢スピードが妨げられるだけでなく、薬莢が排莢口に挟み込まれ、最悪の場合は孔の中に跳ね戻ったりしてしまう。当然、それは作動不良を引き起こす。また、アルミニウム製マガジンの信頼性が非常に低かった。SA80のマガジンは弾薬を押し出すためのスプリングが弱く、ほとんどの兵士は装填を28発以下に留めていた。それでも弾薬は途中で止まってしまい、装填不良の原因となった。丁寧に取り扱わないとマガジンが変形し、マガジン内部やリップ部で弾薬が止まってしまう要因になった。また、銃側のマガジン挿入口を広く取ったのは良いが、マガジンキャッチのスプリングが貧弱で、マガジンが自重によって滑り落ちてしまう事もあった。
この結果、発射と同時に装填と排莢がどちらも正しく行われず、弾薬が薬室に送り込まれる段階で噛み合って止まってしまったり、或いは薬莢が機関部の中に戻ってしまったりして、作動不良を引き起こした。コッキングレバーを動かして手動で排莢したりマガジンを入れ直して撃てれば良し、フィールド・ストリッピングでも直らず、最悪機関部が破損して工場送りになる事も珍しくなかったと言われている。
実際、改修前のL85はイギリス軍に配備されてすぐに多くのトラブルが発生しており、幾多の大小規模の改造を経てL85A1となるが、それでも、問題解決には至らなかった。後述の大改修前にクウェートで行われた試験では平均99発毎に作動不良を起こしたとのことである。
そのため、イギリス陸軍特殊部隊SASではL85ではなく、アメリカ軍のM16シリーズ、或いはそのライセンス生産品であるカナダのディマコC7を使用していたことが知られている。

## 改修プログラム

### A2への改修

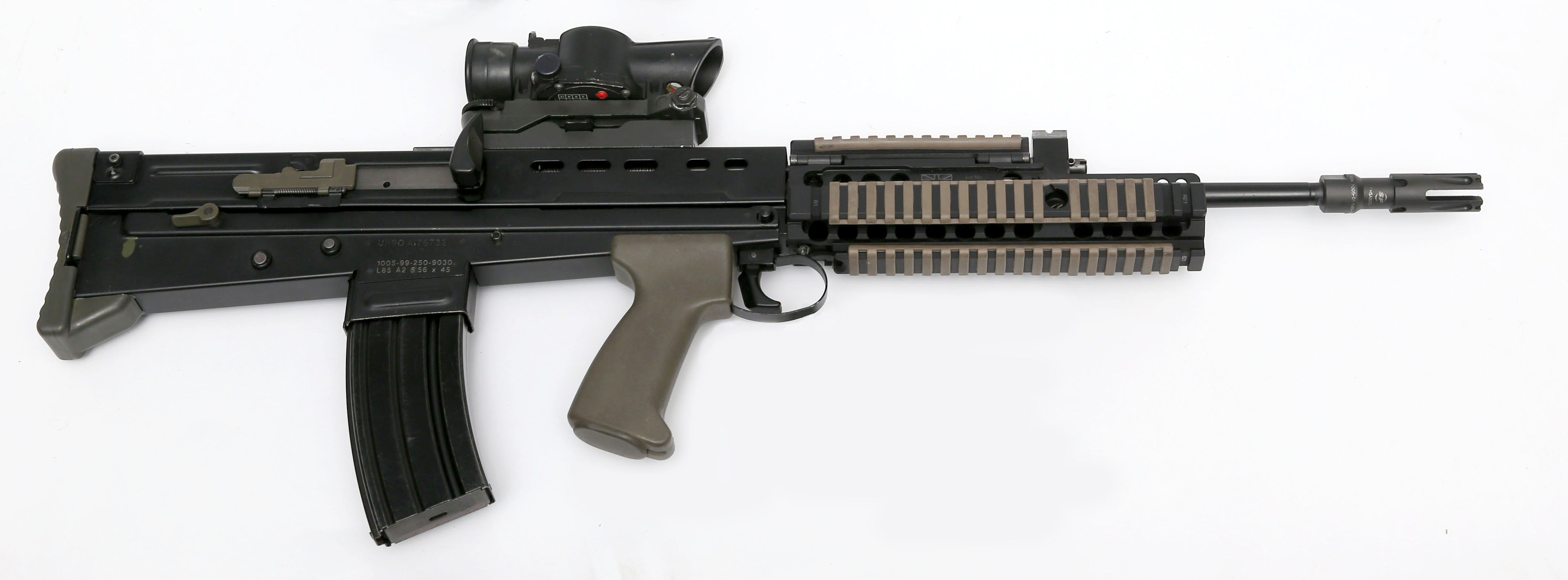
L85A2(ハンドガードをRISに交換)

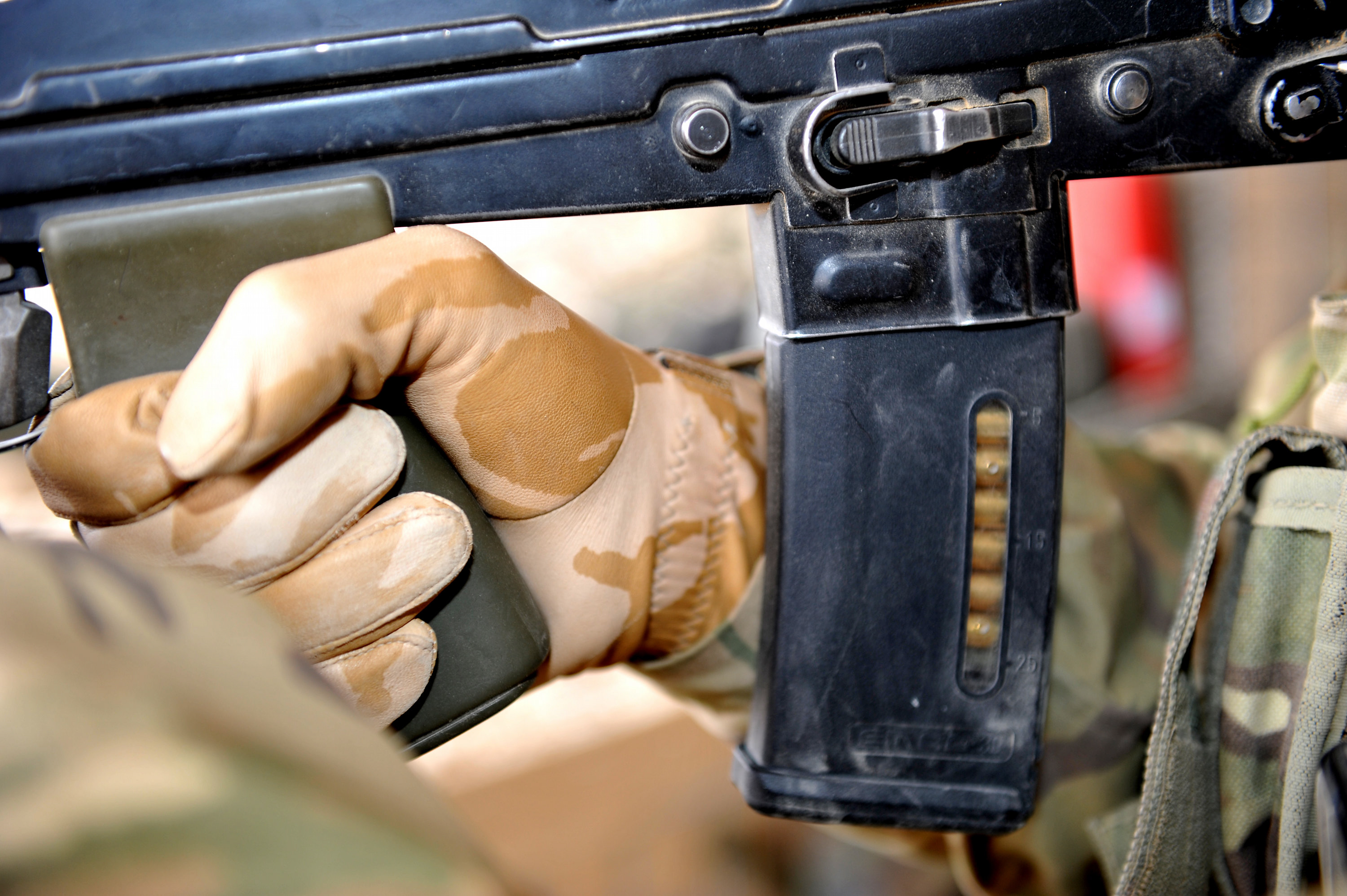
L85A2に取り付けられたEMAG。その上にあるマガジンキャッチレバーの周囲には、誤って押すことを防止するためのカバーが追加されている。

SA80A1はそれまでに幾多の改良を加えられたにもかかわらずトラブルはなくならず、これらの致命的なトラブルを解決するため、軍用銃の開発・製造で実績のあるヘッケラー&コッホ (H&K) 社が改修作業を請け負うことが決定した。H&Kがイギリスの航空機メーカーであるブリティッシュ・エアロスペース (BAe) の一部門、ロイヤル・オードナンスに買収されていた時期である。
H&Kが改修を施した200挺のテストは成功裏に進み、9,200万ポンド（約150億円）を投じて20万挺のSA80A1を改修する契約が結ばれた。これは、1挺あたり実に7万5千円にもなり、ドイツ連邦軍などで採用されているH&KのG36ライフルの新品1挺とほぼ同じ額になる。
主な改良箇所は以下の通り。
- ロッキングシステムのヘッドにエキストラクターネイルを追加。
- 先端へ向かって段階的に細くなっていたファイアリングピンを、折損しにくい形状に変更。
- コッキングハンドルの形状を変更し、排出された空薬莢の撥ね戻りを解消。
- ガスシステム周りをよりクリアランスの大きなものに。
- 確実に撃発できるように、ハンマーの質量を増加。
- トリガーシューの後面形状を平面から三角に変更し、雪や泥といった異物が挟まれることを防止。
- 光学照準器を取り付けるレールの構造をより強固なものに。
- H&K HK416と同じような信頼性の高いスチール製マガジンの採用。またボトムプレートの脱落や、マガジンフォロアーの固着を起こしにくい構造に変更。

また、作動不良の解消とは関係ないが、ライフルグレネードからの転換としてL123A2 グレネードランチャーを使用できるようになった。装着の際、SA80のハンドガードは取り外され、グレネードランチャーと一体のものに置き換えられる。
その他にも様々な改良を加えた結果、作動不良の回数は平均25,200発に1回と、劇的に低下した。
こうした改修の結果SA80A2ができた。これをイギリス軍はL85A2として採用している。
2009年頃からは以下の小改良が行われている。
- ハンドガードをダニエルディフェンス社製RISへ変更
- 光学照準器をTrijicon ACOGまたはElcan SpecterOS4x へ変更
- マグプル社製の軽量なEMAG弾倉の配備（2011年頃から）
- フラッシュサプレッサーをシュアファイアー社製の先割れ型のものに交換

### A3への改修

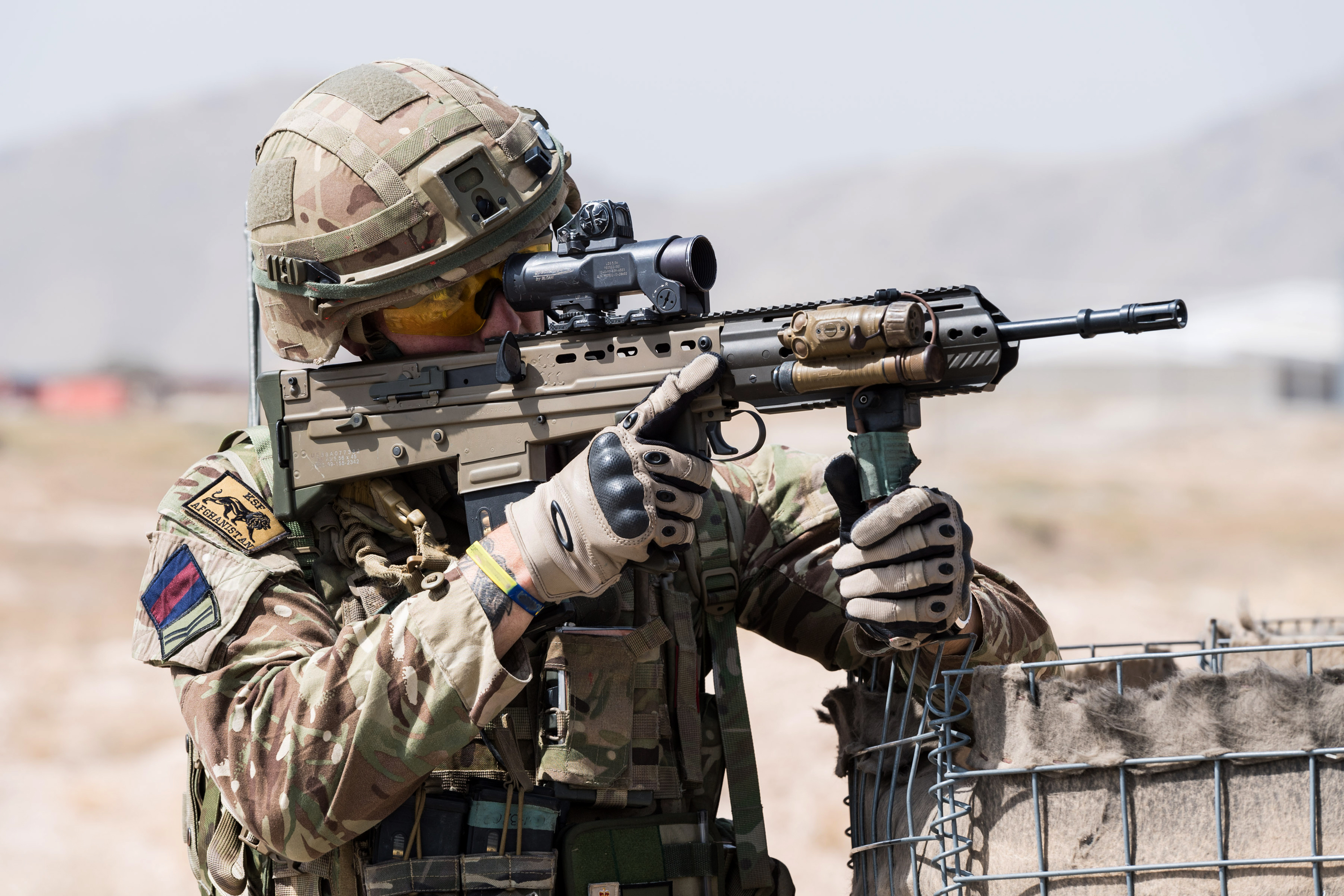
L85A3

2016年9月にはSA80A3への改修計画が公表された。2017年9月の防衛・安全保障機器国際展示会 (Defence and Security Equipment International event) において試作品が展示されている。A2からの主な改良点は、100 gの軽量化、迷彩効果を高めるFDE（フラットダークアース: Flat Dark Earth）カラーのコーティング、銃本体上部とボトム部にはピカティニー規格レールや前部グリップの改良、光学照準器の更新等となっている。イギリス軍は、2018年に5000挺ほど改修発注し、2025年以降への運用を見込んで配備を進めているとしている。

## 銃剣突撃

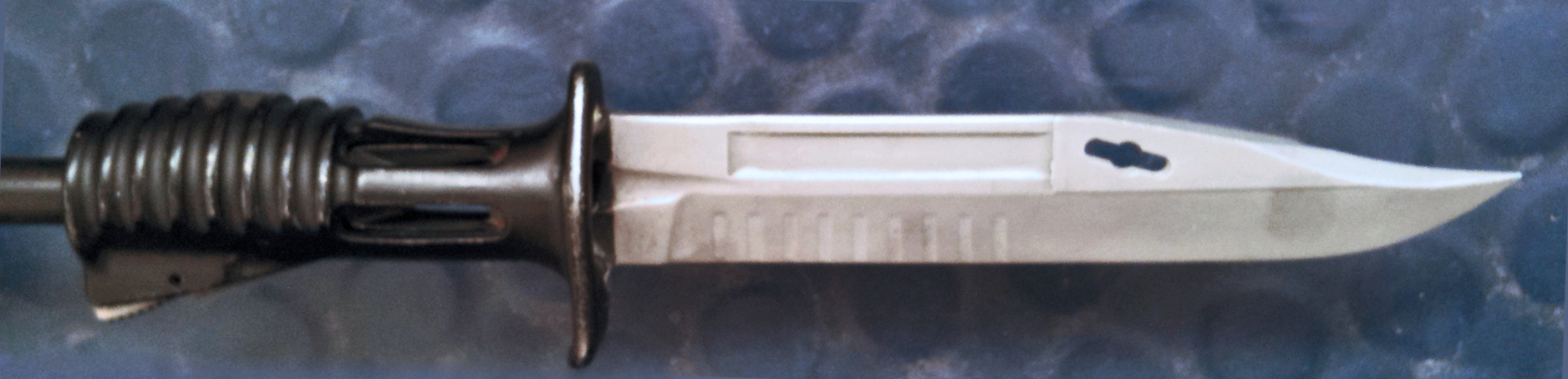
L85の銃剣

現代戦において銃剣突撃の例は極めて少なく、例えばアメリカ陸軍では2010年に銃剣術訓練を廃止しているが、イギリス陸軍は2004年にイラクで発生した「ダニーボーイの戦い」において、ブルパップ式で銃剣格闘に向かないL85を使用してフォークランド紛争以来となる銃剣突撃を成功させている。
この戦いでは、マフディー軍に所属する武装勢力の襲撃を受けたイギリス陸軍部隊が銃剣突撃を敢行し、武装勢力の撃退に成功した。この戦い以降もイギリス軍は度々銃剣突撃を行っている。

## バリエーション
SA80とは、Small Arms 1980'sから由来している。一種のファミリーネームと考えることもでき、重要部を共通設計として、次のような派生形が開発された。
L85 IW (Individual Weapon)
アサルトライフル（当項目）。
L86 LSW (Light Support Weapon)
ブレン軽機関銃の改良型L4の後継として開発された分隊支援火器。銃身が646 mmに延長され、銃身先端部に二脚、ストックの下面に伏射用のグリップと、同じく後面にワイヤー製の折り畳み式ショルダーレスト（床尾上板）を装備する。後に分隊支援火器としての役割はミニミ軽機関銃に譲るが、遠射能力と精度の高さからマークスマンライフルに転換された。また、余剰となった一部は下記のL22へと改造された。
カービン
初期モデル
東南アジア地域の立地条件に合わせて開発されたが、少数生産に留まった。銃身は442 mmまで短縮され、ハンドガードはL86用の短いものを使用していた。
現行モデル
318 mmの銃身を持ち、ハンドガードの代わりにフォアグリップ（前期型はL86の伏射用グリップを流用、後期型はピカティニー・レールに装着）を標準装備としている。また、サイズ上の問題でアイアンサイトは装着できず、SUSATなど光学照準器を必要とする。イギリス陸軍は後期型をL22として採用し、装甲戦闘車両やヘリコプターの搭乗員に配備している。
なお、現行モデルは上記の改修の後に開発されたため、内部機構などはL85A2に準ずる。

L98 CGP (Cadet General Purpose) Rifle
訓練用モデル。Combined Cadet Forceにより使用される。
L98A1
ガスシステムを排除しており、弾薬を発射するにはグリップ前方まで引き伸ばされたコッキングハンドルを射撃のたびに引く必要がある。ボルトは後ろに引かれた後にスプリングで閉じられるので、厳密にいうとボルトアクションではない。
L98A2
L98A1の後継。機構や操作方法などはL85A2と同一であるが、セミオートのみである。

L41A1
L85A1、L86A1、L98A1で.22LR弾を射撃できるようにするコンバージョンキット。2020年代に退役し、代わってH&K社にL85A2の.22LR弾バージョンが発注された。

## 使用国
- イギリス
- ジャマイカ
- ネパール - ネパール軍および武装警察隊（英語版）がL86 LSWを使用[13]。
- ボリビア

## 登場作品

### 映画・テレビドラマ
『28日後...』
イギリス軍の兵士が使用。銃剣の装着や、弾詰まりを起こす様子まで描かれている。
『MI-5 イギリス機密諜報局』
『Mr.ビーン』
「Back to School Mr.Bean（ミスター・ビーン、学校へ行く）」では、学校で集団行動をデモンストレーションする兵士たちが携行する。
「Goodnight, Mr.Bean（おやすみなさい、ミスター・ビーン）」では、バッキンガム宮殿の近衛兵が携行。記念写真を撮ろうとするMr.ビーンが銃を拭いたり、銃剣にテディを突き刺したりする。
『ザ・パトロール』
イギリス軍が「SA80」と呼称しながら所持。
『エンド・オブ・キングダム』
近衛兵に変装したテロリストが使用しドイツ首相を暗殺する。
『ガンヘビー 未来戦争』
『キングダム・ソルジャーズ 砂漠の敵』
『クライング・ゲーム』
『ジウ 警視庁特殊犯捜査係』
新世界秩序の武装集団が所持。撮影にはエキストラが持ち込んだ物が使われた。
『沈黙の要塞』
エイジス石油会社の傭兵が使用。
『デイ・アフター』
『トーチウッド 人類不滅の日』
イギリス兵が所持。
『バイオハザードIII』
ラスベガスでチェイスが使用。
『パトリオット・ゲーム』
『バレット・ブレイク』
『ブルーストーン42』
イギリス陸軍爆発物処理班の日常を描いたコメディードラマ。作中に登場する英国兵が使用している。
『香港国際警察/NEW POLICE STORY』
武装強盗グループの1人がA2を使用している。

### 漫画・アニメ
『HELLSING』
ミレニアムに寝返ったイギリス兵が、英国安全保障特別指導部本営に突入する際に使用。OVA第6巻ではピップ・ベルナドット配下の傭兵が使用。
『うぽって!!』
L85A1が「える」という名前で擬人化されて登場。動作不良の件も、病弱ということで取り入れられている。
『攻殻機動隊 S.A.C. 2nd GIG』
「左眼に気をつけろ POKER FACE」にて、国連軍に参加したイギリス兵が使用。グレネードランチャーが装備されている。
『こちら葛飾区亀有公園前派出所』
第61巻に登場。
『ブラック・ラグーン』
プライヤチャットの店の壁にかけてある。

### ゲーム
『Alliance of Valiant Arms』
2013年7月24日に日本語版にL85A2が実装され、以前よりも攻撃力や安定性が見直された。
『ARMA 2』
DLCの"British Armed Forces"に各種バリエーションが登場。
『BLACKSHOT』
「ENFIELD」という名称でL85A1が登場。ズームができるアサルトライフルでは最強の威力。
『Killing Floor』
「Bullpup」という名称でL22A2が登場。ホログラフィックサイトを装備。
『OPERATION7』
LV6より使用可能なメイン武器。
『Paperman』
L85A1が登場。改修前のA1モデルだが、誤って改修費用の経緯を反映しているのか、同ゲームのG36より2倍近く値段が高い。ジャムのシステムがないため装弾不良は発生しないが性能は低い。
『S.T.A.L.K.E.R. SHADOW OF CHERNOBYL』
「IL86」という名でL85A1が「英国陸軍がこの銃から新モデルへの更新後に大量に闇市場に流れ、Zoneへ流通した」という設定で登場。ジャム率が高い。命中精度は高いが威力は低い。以降全てのシリーズに共通するが、3Dモデルはマズルカバーが装着されたまま。
『S.T.A.L.K.E.R. Clear Sky』
銃自体の性能は前作より向上しているものの、やはり大変よく装弾不良を起こす。
『S.T.A.L.K.E.R. Call of Pripyat』
前作のジャム率が嘘のように普通に撃てるようになっているが、性能は低め。

『Sudden Attack』
L85A1が登場。
『surviv.io』
L86A2が登場。
『WarRock』
戦闘兵専用の3番スロット武器に有料で登場。
『カウンターストライクオンライン』
L85A2が登場。
『クロスファイア』
有料武器で使用可能。
『ゴーストリコンシリーズ』
『コール オブ デューティシリーズ』
『CoD:MW2』
軽機関銃としてL86 LSWが登場する。ドラムマガジンのためリロードが早く使いやすいが、入手頻度が低い。
『CoD:MW3』
『CoD:MW2』同様にライトマシンガンとしてL86 LSWが登場する。
『CoD:BO』
L85の前身であるXL64が「ENFIELD」の名称で登場。

『ゾンビU』
L85A2が「SA80a2」という名で登場。
『スペシャルフォース2』
L86が機関銃として登場。
『千銃士』
UL85A1を基にした「ラブ★ワン」、UL85A2を基にした「ライク♥ツー」（続編『:Rhodoknight』ではライク・ツー）が登場。
『ドールズフロントライン』
L85A1を萌え擬人化したものが星2戦術人形「L85A1」として登場。
『バトルフィールドシリーズ』
『BF2』
衛生兵の実績解除武器としてA1が登場。EU突撃兵の武器としてA2が登場。
『Project Reality (BF2)』
イギリス軍の標準装備としてL85A2が登場。 スコープはSUSATとACOG TA31、兵科によってはアイアンサイトから選択可能。L85の銃剣、L3A1バヨネットはイギリス軍全兵科が装備。
また、同軍のマークスマンは分隊支援火器としてバイポッド付きのL86A2、装甲車等の搭乗員は自衛装備としてカービンモデルのL22A2を装備している。

『BF2MC』
NATO軍・EU突撃兵の武器としてA2が登場。
『BF3』
DLC「Back To Karkand」にてA2が実装。突撃兵で、ある一定の条件を満たせば使用可能になる。また、DLC「Close Quarters」にてL86A2が実装される。L85A2同様に、一定の条件を満たせば使用可能になる。
『BF4』
拡張パック「Chinna Rising」にてL85A2が実装。
『BFH』

『ブルーアーカイブ -Blue Archive-』
トリニティ総合学園の星1生徒の鷲見セリナと星2生徒の朝顔ハナエが使用。
『レインボーシックス ベガス 2』
アサルトライフルとして登場。
『レインボーシックス シージ』
ゲーム内に登場する特殊空挺部隊 (SAS)の隊員「スレッジ」「サッチャー」がL85A2を使用する。